# Songsan-dong, Seogwipo
Songsan-dong (koreanska: 송산동) är en stadsdel i staden Seogwipo i provinsen Jeju i den södra delen av Sydkorea, 500 km söder om huvudstaden Seoul. Songsan-dong ligger på södra delen av ön Jeju.
I stadsdelen ligger vattenfallet Jeongbang som faller direkt ned i havet.